# Башлай, Дмитрий Александрович
Дми́трий Алекса́ндрович Башла́й (укр. Дмитро Олександрович Башлай; род. 25 апреля 1990, Киев) — украинский футболист, защитник. Младший брат футболиста Андрея Башлая.

## Биография
Воспитанник киевского футбола. Обучение проходил в академиях «Локомотива», «Смены-Оболонь» и «Динамо», цвета которых защищал в юношеском чемпионате Украины (ДЮФЛ). Взрослую карьеру начинал в 2007 году в футбольном клубе Нефтяник-Укрнефть, выступавшем на тот момент в первой лиге чемпионата Украины. 20 июня 2014 подписал контракт с казахским ФК «Тараз», куда был приглашён бывшим тренером ахтырского клуба Евгением Яровенко. В январе 2016 года после увольнения Яровенко с поста главного тренера казахского клуба вслед за ним из команды ушли и украинцы Денис Васильев, Александр Яровенко и Дмитрий Башлай.
В феврале 2016 года Башлай заключил контракт с донецким «Олимпиком».